# 黑颏果鸠
黑颏果鸠（学名：Ptilinopus leclancheri）为鸠鸽科果鸠属的鸟类，别名黑颏绿鸠、黑頦果鳩。分布于台灣、菲律宾等地。性膽怯，多生活于森林地带。该物种的模式产地在菲律宾。種名來自義大利外科醫生與探險家 Charles René Augustin Léclancher。

## 描述
體長可達27（11英寸）。雄鳥色彩豐富，腹部和翅膀綠色，尾巴棕色，頭和頸為灰白色，底端有深棕色色斑。虹膜紅色。黃色的嘴喙下，有一小塊黑色小斑。雌性的頭部，頸部和胸部呈綠色。

## 棲地
主要分佈在菲律賓的低地森林中，數量相當普遍。在台灣則非常罕見，已知僅有四個標本。

## 習性
主要以水果為食。以樹枝築巢，每巢通常產下一個白色的蛋。

## 保护
- 中国国家重点保护动物等级：二级

## 亚种
依各學者意見總和，本種共 4 亞種。
- （学名：（Verreaux et Des Murs, 1862）[4]）
- 黑颏果鸠指名亚种（学名： （Bonaparte, 1855））
- （学名：（Manuel, 1936））
- 黑颏果鸠台湾亚种（学名： (Ripley, 1962）)，是台灣的特有种。分布于台灣本島。该物种的模式产地在台湾屏东。[5]